# Máiréad Tyers
Máiréad Tyers (Cork, 5 de enero de 1998) es una actriz irlandesa. Es conocida por su papel de Jen en la serie Extraordinary de Disney+. Interpretación por la cual recibió una nominación al Premio de la Academia Británica de Televisión (BAFTA).

## Biografía
Tyers nació y creció en la localidad de Cork en el condado de Cork (Irlanda). Después de completar sus estudios secundarios consideró estudiar en la Universidad de Cork (UCC), pero se mudó a Londres en 2017 luego de una audición exitosa para la Real Academia de Arte Dramático (RADA). Mientras estudiaba en la RADA, participó en una gran variedad de producciones teatrales y cinematográficas, antes de graduarse con una licenciatura en Actuación en 2020.
Ese mismo año, mientras aún estaba estudiando, tuvo una exitosa lectura de mesa con el presidente de la academia, Kenneth Branagh, y posteriormente apareció en su película Belfast. También apareció en la obra de teatro de comedia Changing the Sheets, tanto en el Dublin Fringe Festival en 2021 como en el Edinburgh Fringe Festival en 2022.
Tuvo un pequeño papel en el drama adolescente de la cadena ITVX, Tell Me Everything, que se estrenó en diciembre de 2022.
En 2023, apareció como Jen, la protagonista de la serie de televisión, Extraordinary, de Disney+, un papel para el que fue elegida y comenzó a filmar a finales de 2021. Tyers dijo sobre el personaje: «Amo a Jen, es una idiota». Hablando de Tyers, Ed Power del periódico irlandés The Irish Times lo llamó una «actuación destacada» de una «estrella en ciernes». En una entrevista con el sitio web Collider, Tyers señaló que los escritos de la creadora del programa Emma Moran fueron lo que la atrajeron al proyecto.

El guion es tan brillante y se siente bastante única porque creo que el humor es bastante actual. Es bastante nuestro grupo de edad, muy actual, pero de alguna manera Emma lo ha escrito y siento que será identificable para muchos grupos de edad diferentes, ya sea que hayas pasado por este período de tu vida o si te espera. Y quiero decir, los personajes son muy divertidos. La primera escena que leí fue la escena de la entrevista desde el principio. Y yo pensé, esto es absolutamente gracioso. La idea de que esta chica tiene que hacerlo, no puede evitar ser completamente honesta y todo se le escapa por completo y es algo absolutamente honesto y no endulzado.

También en 2023, apareció en la película británica de acción y suspenso de 2023, Dead Shot basada en el libro The Road to Balcombe y en 2024 apareció en la serie dramática de época My Lady Jane que se estrenó el 27 de junio de 2024 y constó de ocho capítulos.

## Vida personal
Tyers habla irlandés y francés, practica deportes como el Camogie, Ultimate Frisbee y fútbol, canta hasta el nivel de soprano y toca el piano hasta un nivel intermedio.

## Filmografía
| Año       | Título             | Papel      | Notas                          | Ref.   |
| --------- | ------------------ | ---------- | ------------------------------ | ------ |
| 2021      | Belfast            | Tía Eileen | Película                       |        |
| 2022      | Tell Me Everything | Orla       | 1 episodio                     |        |
| 2023      | Dead Shot          | Carol      | Película                       |        |
| 2023-2024 | Extraordinary      | Jen        | Papel principal; 16 episodios  | [ 13 ] |
| 2024      | My Lady Jane       | Susannah   | 4 episodios                    | [ 11 ] |
| 2025      | Obituary           | Vivienne   | Segunda temporada; 6 episodios | [ 14 ] |
| —         | The Walsh Sisters  | Helen      |                                | [ 15 ] |